# HMS Renown (1916)
HMS Renown – brytyjski krążownik liniowy typu Renown z okresu I i II wojny światowej, wybudowany w 1916. Bliźniaczą jednostką był HMS „Repulse”.

## Historia
W 1914 ponownie Pierwszym Lordem Admiralicji został John Fisher, który był zwolennikiem budowy krążowników liniowych – uzbrojonych jak pancerniki, szybkich i słabo opancerzonych okrętów. Jedną z jego pierwszych decyzji była zmiana projektu dwóch planowanych pancerników typu Revenge na krążowniki liniowe. Dzięki temu powstały dwie jednostki: HMS „Renown” i HMS „Repulse”.
Stępkę pod HMS „Renown” położono w stoczni Fairfield Shipbuilding & Engineering Co. Ltd. w Govan w Glasgow 25 stycznia 1915. Wodowanie miało miejsce 4 marca 1916, wejście do służby 20 września 1916. Okręt wszedł zbyt późno do służby, żeby wziąć udział w bitwie jutlandzkiej i do końca wojny służył w rejonie Morza Północnego. Na jego pokładzie służył w tym czasie jako nawigator późniejszy pierwszy Lord Admiralicji John Cunningham.
W 1920 okręt z Księciem Walii na pokładzie udał się w rejs do Australii i Nowej Zelandii. W latach 1923–1926 „Renown” był poddany remontowi i przebudowie, w wyniku czego znacznie wzmocniono jego ochronę przeciwko atakom torpedowym i pociskom artylerii głównej przeciwnika. W 1927 okręt ponownie odwiedził Australię i Nową Zelandię.
W 1937 rozpoczęła się kolejna modernizacja okrętu, w wyniku której znacznemu wzmocnieniu uległo uzbrojenie przeciwlotnicze, wzmocniono ochronę przeciwtorpedową, a także dodano nowe katapulty z samolotami rozpoznawczymi. Przebudowę zakończono we wrześniu 1939.

## II wojna światowa

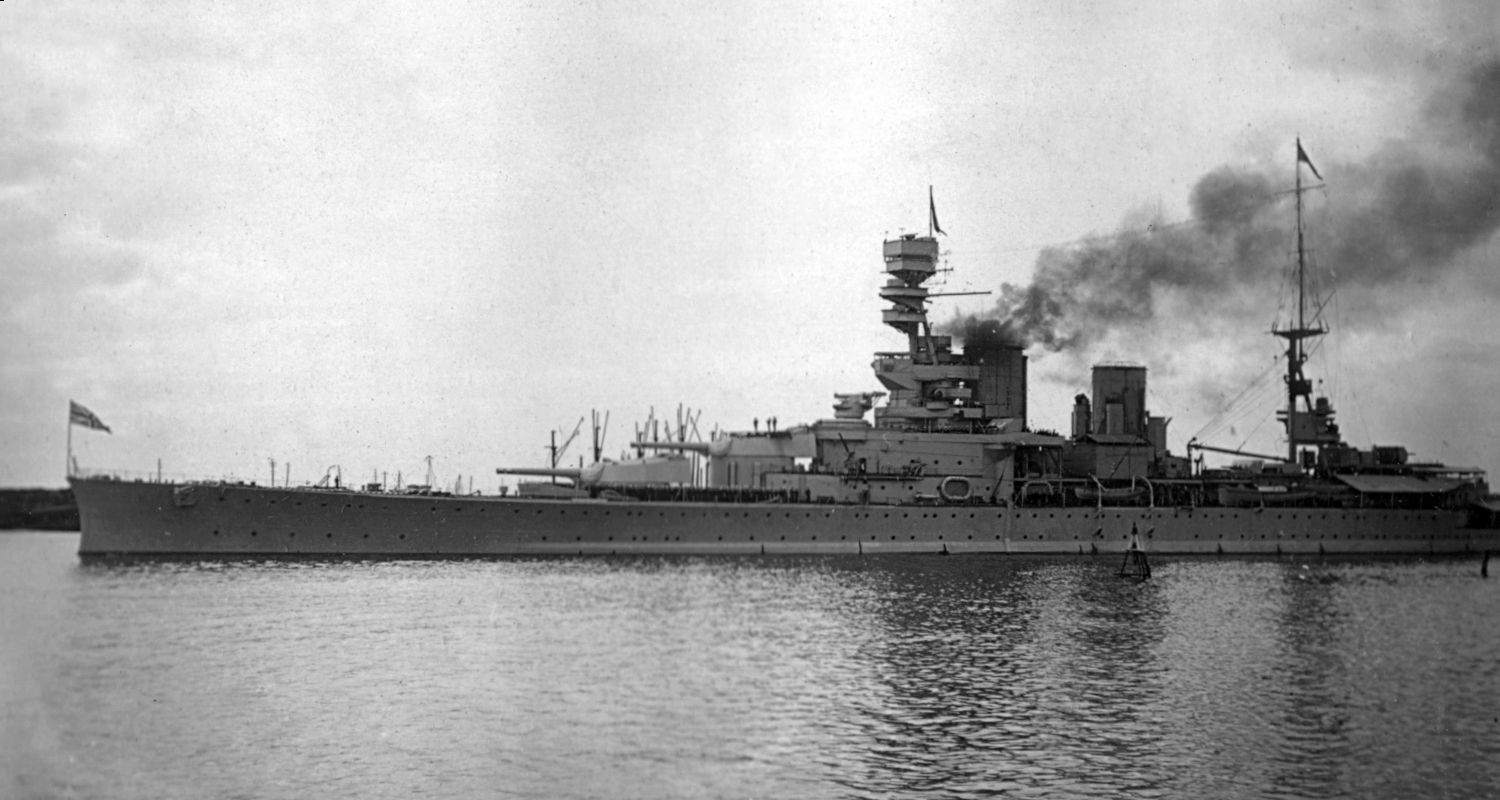
HMS „Renown” we Fremantle, 24 maja 1927

W grudniu 1939 „Renown” został skierowany na południowy Atlantyk w celu poszukiwania niemieckiego krążownika „Admiral Graf Spee”. W kwietniu 1940 osłaniał stawianie min w pobliżu wybrzeży Norwegii. 9 kwietnia doszło do spotkania z niemieckimi pancernikami „Scharnhorst” i „Gneisenau”. „Gneisenau” otrzymał 3 bezpośrednie trafienia, co zmusiło niemieckie okręty do wycofania się. W 1941 wziął udział w operacji przeciwko pancernikowi „Bismarck”.
W latach 1942–1943 działał w rejonie Oceanu Indyjskiego. W latach 1944–1945 operował z baz w Cejlonie. Był jednym z 3 krążowników liniowych, które przetrwały II wojnę światową. Po wojnie był wykorzystywany jako hulk szkolny. W 1948 został sprzedany na złom.